# Justin Larrebat
Justin (en gascon Yustin) Larrebat  est un poète gascon né Vincent Larrebat le 7 septembre 1816 à Bayonne et mort le 8 février 1868 à Biarritz. Il est l’auteur de nombreux recueils de poèmes écrits en langue gasconne dont le plus célèbre demeure Poésies gasconnes, édité en 1868.

## Biographie
Justin Larrebat naît le 7 septembre 1816 à Bayonne. Il est le fils de Vincent Larrebat, tailleur, et de Saubade Perret. Il passe son enfance à Anglet dans la maison de ses grands parents maternels. C'est là qu'il apprend à maîtriser le gascon. Il publie ses premières poésies dans un journal local, l'Ariel, animé alors par Augustin Chaho. Passionné d'histoire naturelle, il se lie d'amitié avec le botaniste Ducourau et le savant pharmacien Bayonnais Ulysse Darracq. Il s'installe ensuite à Biarritz jusqu'à sa mort le 8 février 1868 survenue tragiquement par noyade.

## Hommages, postérité
- Une école, un stade, ainsi qu'une rue portent son nom dans la ville d'Anglet
- Une plaque lui rend hommage devant sa maison natale, rue Marengo à Bayonne